# Berk Efşan
Berk Efşan – turecki torpedowiec z końca XIX wieku, jedna z dwóch zbudowanych w Niemczech jednostek typu Berk Efşan. Okręt został zbudowany w stoczni Germaniawerft w Kilonii, po czym w sekcjach dostarczony do tureckiej stoczni Tersâne-i Âmire w Stambule i tam zwodowany w 1892 roku. Wcielony w skład marynarki Imperium Osmańskiego w 1894 roku torpedowiec wziął udział w wojnie grecko-tureckiej, I wojnie bałkańskiej i I wojnie światowej, a w latach 20. służył pod banderą Republiki Turcji do 1928 roku. Okręt został złomowany w 1932 roku.

## Projekt i budowa
Dwa torpedowce typu Berk Efşan zostały zamówione przez Turcję w Niemczech 23 października 1886 roku. „Berk Efşan” zbudowany został w stoczni Germaniawerft w Kilonii (numer stoczniowy 41), po czym w sekcjach dostarczony do tureckiej stoczni Tersâne-i Âmire w Stambule. Stępkę okrętu położono w 1891 roku, a zwodowany został w 1892 roku.

## Dane taktyczno-techniczne
Okręt był torpedowcem z kadłubem wykonanym ze stali. Długość całkowita wynosiła 59,9 metra, szerokość 6,6 metra i zanurzenie 2,4 metra . Wyporność normalna wynosiła 230 ton. Jednostka napędzana była przez dwie pionowe trzycylindrowe maszyny parowe potrójnego rozprężania Germania o łącznej mocy 3500 KM, do których parę dostarczały dwa kotły lokomotywowe, także wyprodukowane w macierzystej stoczni . Prędkość maksymalna napędzanego dwiema śrubami okrętu wynosiła 21 węzłów . Zapas węgla wynosił 75 ton .
Na uzbrojenie artyleryjskie jednostki składało się sześć pięciolufowych działek rewolwerowych kalibru 37 mm L/30 Kruppa . Broń torpedową stanowiły dwie pojedyncze dziobowe wyrzutnie kalibru 428 mm z łącznym zapasem czterech torped .
Załoga okrętu składała się z 8 oficerów i 42 podoficerów i marynarzy .

## Służba
Po przeprowadzeniu prób morskich „Berk Efşan” został w 1894 roku wcielony w skład marynarki wojennej Imperium Osmańskiego . W 1896 roku torpedowiec był w stanie osiągnąć prędkość zaledwie 17 węzłów. W marcu 1897 roku, w momencie wybuchu wojny grecko-tureckiej, „Berk Efşan” wchodził w skład 1. Dywizjonu okrętów floty osmańskiej. Przeprowadzone 15 kwietnia ćwiczenia artyleryjskie wykazały fatalny stan techniczny większości tureckich okrętów i spowodowały wiele uszkodzeń; „Berk Efşan” jako jedna z nielicznych jednostek została uznana za zdolną do walki.
W 1912 roku z pokładu okrętu zdemontowano dwa działka rewolwerowe kalibru 37 mm . Podczas I wojny bałkańskiej, według stanu na 10 października 1912 roku „Berk Efşan” przebywał w stoczni w Stambule, a następnie operował na Morzu Czarnym. 21 listopada 1912 roku krążowniki „Mecidiye” i „Hamidiye”, eskortowane przez „Berka Efşana” i niszczyciel „Yarhisar”, wyszły z Bosforu i udały się pod Warnę. W nocy z 21 na 22 listopada okręty osmańskie zostały zaatakowane przez bułgarskie torpedowce „Dryzki”, „Letjaszti”, „Smeli” i „Strogi”, w wyniku czego o godzinie 0:04 na pozycji 43°09′45″N 28°21′05″E/43,162500 28,351389 „Hamidiye” został trafiony torpedą wystrzeloną przez „Strogiego” i doznał uszkodzeń. „Berk Efşan” i „Yarhisar” próbowały dogonić wycofujące się okręty wroga, jednak nie udało się ich odnaleźć i obie jednostki powróciły do storpedowanego krążownika. 10 lutego 1913 roku „Berk Efşan”, niszczyciele „Basra” i „Taşoz” oraz transportowiec „Giresan” udały się pod Podimę, gdzie dwa dni wcześniej podczas nieudanej próbie desantu na mieliźnie osiadł okręt pancerny „Asar-i Tevfik”, demontując z wraku nadający się do użytku sprzęt i wyposażenie. W kwietniu i maju tego roku „Berk Efşan” i „Taşoz” eskortowały transportowiec „Kizilirmak”, pływający na trasie z Konstancy do Stambułu.
Podczas I wojny światowej w 1915 roku dokonano przezbrojenia okrętu, montując w miejsce działek kalibru 37 mm cztery działa kalibru 47 mm: dwa typu SK L/45 C/99 i dwa SK L/30 C/91, z łącznym zapasem 400 pocisków . Załoga jednostki w tym czasie liczyła 58 Turków i 4 Niemców. 15 października 1915 roku w pobliżu wyspy Marmara „Berk Efşan” i eskortowany przez niego parowiec „Hûdavandigar” stały się celem nieskutecznego ataku brytyjskiego okrętu podwodnego HMS H1. W październiku 1918 roku okręt odstawiono do rezerwy.
W 1920 roku „Berk Efşan” powrócił do służby, a 29 października 1923 roku został formalnie wcielony do nowo powstałej marynarki wojennej Republiki Turcji, choć jego stan techniczny nie pozwalał na eksploatację i trafił do rezerwy. Okręt wycofano ze składu floty ostatecznie w 1928 roku, a w 1932 roku został złomowany.